# Llac Crescent
El llac Crescent és un llac al comtat de Clallam, Washington. Originalment es deia llac Everett. Amb una profunditat màxima d'aigua de 190 m és un dels llacs més profunds de Washington. També és el segon llac més gran de Washington. El llac desemboca en pleestret de Juan de Fuca a través del riu Lyre. Molt a prop hi ha la colònia de Piemont.
El llac Crescent és una popular destinació de recreació local al parc nacional Olympic per a excursionistes, caiaquistes, turistes i pescadors. És sobretot visitada a l'estiu ia la tardor. El llac Crescent està envoltat de nombroses rutes de senderisme, inclosa la Spruce Railroad Trail. Se segueix el traçat d´una antiga línia de ferrocarril i també es pot veure l'entrada a un túnel pel qual passava el tren. Tot i això, la ruta de senderisme condueix per l'exterior.

## Orígens
El llac es va formar quan les glaceres van excavar profundes valls a la roca d'aquesta regió durant l' Última Edat de Gel. Com a resultat, el llac Crescent s'assembla molt a un fiord i arriba també a una gran profunditat.
Alguns geòlegs suggereixen que el llac Crescent i el proper llac Sutherland eren originalment el mateix llac, que van ser després separats per un lliscament de terra causada per un terratrèmol o diversos terratrèmols molt grans. Aquesta teoria està també recolzada per una llegenda nativa de la tribu dels Klallam, nadius del lloc, que situa l'esdeveniment fa aproximadament 10 000 anys.

## Ecosistema
El llac Crescent té aigües cristal·lines blaves d'una claredat excel·lent. Això és degut a la manca de nitrogen a l'aigua del llac, cosa que impedeix que creixin les algues en aquest lloc.
Existeixen tres espècies endèmiques de peixos al llac, Oncorhynchus mykiss irideus, truita de gola tallada i una espècie de peix blanc. Cal destacar que no hi ha peixos provinents de l'estret de Juan de Fuca. Aquests peixos no poden entrar al llac, perquè les cascades del riu Lyre les fan intransitables per als peixos que migren riu amunt en direcció al llac.